# Richmond (Missouri)
Richmond is een plaats (city) in de Amerikaanse staat Missouri, en valt bestuurlijk gezien onder Ray County.

## Demografie
Bij de volkstelling in 2000 werd het aantal inwoners vastgesteld op 6116.
In 2006 is het aantal inwoners door het United States Census Bureau geschat op 6052, een daling van 64 (-1,0%).

## Geografie
Volgens het United States Census Bureau beslaat de plaats een oppervlakte van
15,0 km², waarvan 14,9 km² land en 0,1 km² water. Richmond ligt op ongeveer 251 m boven zeeniveau.

## Plaatsen in de nabije omgeving
De onderstaande figuur toont nabijgelegen plaatsen in een straal van 16 km rond Richmond.